# Emagramm

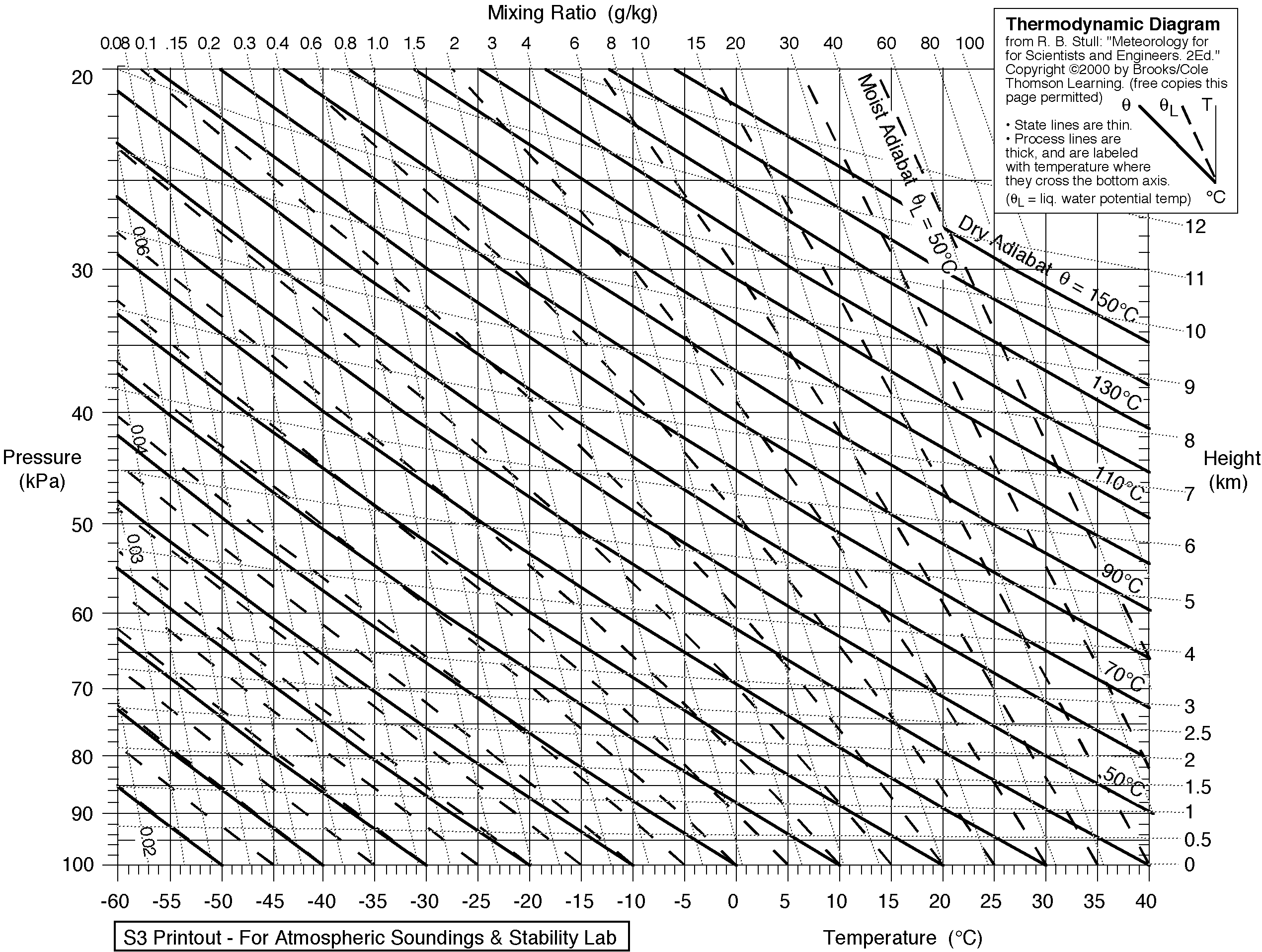
Typisches Emagramm zur Darstellung vertikaler Temperatur- und Feuchteprofile (Höhe wird über den Druck angegeben). In solche Diagramme werden typischerweise Beobachtungen von Radiosonden eingetragen, um den konvektiven Zustand der Atmosphäre zu beschreiben.

Das Emagramm (Energie-Masse-Diagramm) ist eine graphische Darstellung von Temperatur und Luftfeuchtigkeit.
Hierbei werden die Temperatur und der Feuchtigkeitsgehalt der Atmosphäre in den einzelnen Höhen vertikal dargestellt.
Die horizontale Achse (X-Achse) beschreibt jeweils die Temperatur in Grad Celsius und die vertikale Achse (Y-Achse) die Höhe in Metern und hPa. Da Temperatur und Feuchtigkeitsgehalt bei diesem Diagrammtyp vertikal dargestellt sind, werden die Hilfslinien (Linien gleicher Temperatur oder Isotherme) der Temperaturachse (X-Achse) um 45 Grad nach rechts geneigt dargestellt.
Weil unter normalen Verhältnissen die Luft in der Troposphäre mit zunehmender Höhe kälter wird (ca. 0.65 K/100m bei 100 % relativer Luftfeuchtigkeit (feuchtadiabatisch) und ca. 1K/100m unter 100 % relativer Luftfeuchtigkeit (trockenadiabatisch)) und die Neigung etwa dieser Abnahme entspricht, verläuft ein eingetragenes Temperaturprofil näherungsweise vertikal.
Diese Darstellung ist hilfreich, weil so die Strukturen des Temperaturprofils 
besonders deutlich hervortreten.
Darin unterscheidet es sich deutlich vom Stüve-Diagramm, das ein rechtwinkliges 
Koordinatensystem aufweist und sich dadurch besser für die Darstellung 
hoch reichender Temperaturprofile bis über die Stratosphäre hinaus eignet.
Das Emagramm wird sehr oft in der Fliegerei eingesetzt (vor allem Segelfliegerei), um die thermodynamischen Verhältnisse (z. B. Aufwinde, Wolkenbasis, Inversionen) voraussagen zu können.